# Philoscia squamosa
Philoscia squamosa là một loài chân đều trong họ Philosciidae. Loài này được Jackson miêu tả khoa học năm 1938.